# Marian Dziędziel
Marian Dziędziel (nacido el 5 de agosto de 1947) es un actor polaco. Recibió tres nominaciones al Premio de la Academia Polaca al Mejor Actor y ganó una vez por su papel en The Wedding (2004). En su carrera de medio siglo, Dziędziel ha aparecido en más de cien películas y series de televisión.

## Filmografía seleccionada
| Año  | Título                       | Papel  | Notas |
| ---- | ---------------------------- | ------ | ----- |
| 1986 | Borís Godunov                |        |       |
| 2004 | My nikifor                   |        |       |
| 2004 | Wesele                       | Wojnar |       |
| 2004 | Vinci                        |        |       |
| 2005 | The Collector                |        |       |
| 2006 | Wszyscy jesteśmy Chrystusami |        |       |
| 2009 | Dom zly                      |        |       |
| 2011 | Battle of Warsaw 1920        |        |       |
| 2011 | Rose                         |        |       |
| 2011 | Courage                      |        |       |
| 2011 | The Mole                     |        |       |
| 2013 | Drogówka                     |        |       |
| 2014 | The Mighty Angel             |        |       |
| 2015 | These Daughters of Mine      |        |       |